# Александар Митровић
Александар Митровић (Смедерево, 16. септембар 1994) српски је фудбалер. Игра на позицији нападача, а тренутно наступа за саудијски клуб Ел Хилал. Рекордер је по броју постигнутих голова за репрезентацију Србије (укључујући и репрезентацију Југославије).
Био је члан омладинске школе Партизана. Сениорску каријеру је почео у Телеоптику 2011, а потписао је професионални уговор с Партизаном годину дана касније и у својој првој сезони с црно-белима освојио је Суперлигу Србије. У трансферу вредном пет милиона евра, Митровић је прешао у белгијски Андерлехт у коме је провео две сезоне. За белгијски клуб дао је притом 44 гола на 90 утакмица у свим такмичењима. У првој сезони је с клубом био првак Првенства Белгије а у другој сезони је био његов најбољи стрелац. Године 2015. прешао је за око 15 милиона евра у енглески Њукасл јунајтед. Три године касније послат је на позајмицу у Фулам, а убрзо је и званично постао играч тог клуба након што је помогао клубу да обезбеди прелазак у Премијер лигу. С Фуламом је био првак Чемпионшипа у сезони 2021/22. Прешао је у Ел Хилал 2023.
Митровић је био један од играча младе репрезентације Србије која је била победник Европског првенства до 19 година 2013. а и изгласан је за најбољег играча првенства. Исте те године, одиграо је прву утакмицу за сениорску селекцију Србије. Од тада је за Орлове одиграо више од 90 утакмица. Био је део састава Србије на Светском првенству 2018. у Русији и Светском првенству 2022. у Катару као и на Европском првенству 2024. у Немачкој. Са дата 62 голa Митровић је најбољи стрелац репрезентације Србије свих времена.

## Каријера

### Почетак каријере
Митровић је рођен у Смедереву, одакле је са 11 година дошао у омладинску школу Партизана. Пре промовисања у први тим, свој деби у сениорском фудбалу имао је у Партизановој филијали Телеоптику, где је у сезони 2011/12. одиграо 25 утакмица и постигао 7 голова.

### Партизан
Дана 27. јуна 2012. је заједно са још два саиграча из Телеоптика, потписао први професионални уговор са Партизаном. Свој деби у црно-белом дресу, имао је у квалификацијама за Лигу шампиона, против Валете са Малте, постигавши гол девет минута након што је ушао у игру. 23. августа 2012. постигао је гол главом на мечу са Тромсом у доигравању за улазак у Лигу Европе. Три дана касније постигао је свој први гол у Суперлиги Србије, на мечу са Јагодином. 17. новембра 2012. Митровић је постигао први гол на вечитом дербију против Црвене звезде. Такође је у групној фази Лига Европе постигао гол против Нефчија из Бакуа.
Са Партизаном је освојио Првенство Србије у сезони 2012/13. Постигао је 15 голова на 37 одиграних мечева. Такође је уврштен у идеални тим сезоне.

### Андерлехт
У августу 2013. потписао је петогодишњи уговор са белгијским Андерлехтом. Партизан је као обештећење добио 5 милиона евра. За белгијски тим дебитовао је 1. септембра 2013, а на свом првом мечу забележио је две асистенције. У првој сезони је био најбољи стрелац тима у домаћем првенству са 16 постигнутих голова на 32 одигране утакмице.
Дана 20. јула 2014, Митровић је постигао гол у победи од 2:1 против Локерена и помогао екипи да освоји Суперкуп. 5. новембра 2014, Митровић је постигао гол гол у 90. минуту против Арсенала у Лиги шампиона и помогао Андерлехту да узме бод против тима из Лондона. 9. децембра, Митровић је постигао свој други гол у Лиги шампиона, у 84. минуту против Борусије Дортмунд на Сигнал Идуна парку. У другој сезони је са 20 постигнутих голова на 37 одиграних мечева, био најбољи стрелац Првенства Белгије.

### Њукасл јунајтед
У јулу 2015. потписао је петогодишњи уговор са Њукаслом јунајтедом. Дебитовао је за Њукасл 9. августа 2015. на мечу првог кола Премијер лиге, против Саутемптона. Ушао је у игру у 75. минуту и за свега 11 секунди добио жути картон због оштрог фаула. Митровић је постигао свој први гол у Премијер лиги 3. октобра 2015, против Манчестер ситија на Етихаду. Дана 13. децембра 2015, Митровић је ушао у игру у 72. минуту и постигао гол 2 минута касније, а потом и асистирао у судијској надокнади за победу Њукасла од 2:1 на гостовању против Тотенхема. Дана 12. јануара 2016, Митровић је постигао гол са беле тачке и уписао асистенцију против Манчестер јунајтеда. Дана 20. марта 2016. Митровић је постигао изједначујући гол у 83. минуту у дербију против Сандерланда. Дана 15. маја 2016. Митровић је постигао гол и уписао асистенцију, а касније и добио црвени картон у победи од 5:1 против Тотенхема. Његов гол против Тотенхема је уједно и 1000. гол у Премијер лиги у сезони 2015/16.

### Фулам
Митровић је са Фуламом савладао у финалу доигравања Чемпионшипа екипу Астон Виле минималним резултатом (1:0) чиме су обезбедили пласман у Премијер лигу.
Дана 30. јула 2018. потписао је петогодишњи уговор са Фуламом, тако га је клуб са Крејвен котиџа задржао у тиму, пошто је претходно играо као позајмљени играч Њукасл јунајтеда.
У сезони 2021/22. био је најбољи стрелац Чемпионшипа. Постигао је 43 гола и тако оборио рекорд Чемпионшипа по броју датих голова у једној сезони.

### Ел Хилал
Митровић је званично постао нови играч Ел Хилала 19. августа 2023. Фулам је на име обештећења приходовао 50 милиона фунти. Уговор је потписао на три године а према њему ће укупно зарадити 75 милиопна евра, не рачунајући додатне бонусе за голове и освојене трофеје.

## Репрезентација

### Србија до 19
Са четири постигнута гола, Митровић је био најбољи стрелац репрезентације Србије до 19 година у квалификацијама за Европско првенство до 19 година 2012. у Естонији. На првом мечу Европског првенства, добио је црвени картон због чега је морао да пропусти остале утакмице због суспензије.
Наредне године је учествовао на Европском првенству до 19 година 2013. где је репрезентација Србије освојила титулу првака. На турниру је постигао један гол и забележио две асистенције (од тога једна у финалној утакмици са Француском).

### Србија до 21
Селектор Ћурчић га је позвао за пријатељске мечеве са Холандијом и Бугарском. На мечу са Бугарском постигао је једина два гола на утакмици.

### Србија
За репрезентацију Србије дебитовао 7. јуна 2013. против Белгије у Бриселу (1:2) у квалификацијама за Светско првенство 2014. у Бразилу. На утакмици против Хрватске, одиграној 6. септембра 2013, постигао је свој првенац у дресу репрезентације. Свој први хет-трик је постигао против Боливије 9. јуна 2018. На утакмици у квалификацијама за Светско првенство 2022. постигао је први гол против Португалије и на тај начин постао најбољи стрелац репрезентације свих времена. Постигао је историјски гол за победу против Португалије у Лисабону у последњем колу квалификација за Светско првенство у Катару 2022. Гол је дао у 90 минуту, а Србија је прошла на првенство као прва у својој квалификационој групи.
Изабран је у тим Србије који је играо на Светском првенству 2022. који се одржао у Катару. Постигао је два гола у групној фази такмичења: један против Камеруна и један против Швајцарске. Репрезентација Србије је такмичења завршила на последњем месту у групи са само једним освојеним бодом.

## Статистика каријере

### Клупска
Ажурирано 12. август 2023.
| Клуб              | Сезона            | Лига              | Лига    | Лига   | Куп     | Куп    | Лига куп | Лига куп | Европа  | Европа | Остало  | Остало | Укупно  | Укупно |
| Клуб              | Сезона            | Дивизија          | Наступи | Голови | Наступи | Голови | Наступи  | Голови   | Наступи | Голови | Наступи | Голови | Наступи | Голови |
| ----------------- | ----------------- | ----------------- | ------- | ------ | ------- | ------ | -------- | -------- | ------- | ------ | ------- | ------ | ------- | ------ |
| Телеоптик         | 2011/12.          | Прва лига Србије  | 25      | 7      | 1       | 0      | —        | —        | —       | —      | —       | —      | 26      | 7      |
| Партизан          | 2012/13.          | Суперлига Србије  | 25      | 10     | 2       | 2      | —        | —        | 9       | 3      | —       | —      | 36      | 15     |
| Партизан          | 2013/14.          | Суперлига Србије  | 3       | 3      | —       | —      | —        | —        | 3       | 0      | —       | —      | 6       | 3      |
| Партизан          | Укупно            | Укупно            | 28      | 13     | 2       | 2      | —        | —        | 12      | 3      | —       | —      | 42      | 18     |
| Андерлехт         | 2013/14.          | Прва лига Белгије | 32      | 16     | 1       | 0      | —        | —        | 6       | 0      | 0       | 0      | 39      | 16     |
| Андерлехт         | 2014/15.          | Прва лига Белгије | 37      | 20     | 6       | 4      | —        | —        | 7       | 3      | 1       | 1      | 51      | 28     |
| Андерлехт         | Укупно            | Укупно            | 69      | 36     | 7       | 4      | —        | —        | 13      | 3      | 1       | 1      | 90      | 44     |
| Њукасл јунајтед   | 2015/16.          | Премијер лига     | 34      | 9      | 1       | 0      | 1        | 0        | —       | —      | —       | —      | 36      | 9      |
| Њукасл јунајтед   | 2016/17.          | Чемпионшип        | 25      | 4      | 2       | 0      | 2        | 2        | —       | —      | —       | —      | 29      | 6      |
| Њукасл јунајтед   | 2017/18.          | Премијер лига     | 6       | 1      | 0       | 0      | 1        | 1        | —       | —      | —       | —      | 7       | 2      |
| Њукасл јунајтед   | Укупно            | Укупно            | 65      | 14     | 3       | 0      | 4        | 3        | —       | —      | —       | —      | 72      | 17     |
| Фулам (позајмица) | 2017/18.          | Чемпионшип        | 17      | 12     | —       | —      | —        | —        | —       | —      | 3       | 0      | 20      | 12     |
| Фулам             | 2018/19.          | Премијер лига     | 37      | 11     | 1       | 0      | 1        | 0        | —       | —      | —       | —      | 39      | 11     |
| Фулам             | 2019/20.          | Чемпионшип        | 40      | 26     | 0       | 0      | 0        | 0        | —       | —      | 1       | 0      | 41      | 26     |
| Фулам             | 2020/21.          | Премијер лига     | 27      | 3      | 2       | 0      | 2        | 1        | —       | —      | —       | —      | 31      | 4      |
| Фулам             | 2021/22.          | Чемпионшип        | 41      | 41     | 2       | 0      | 0        | 0        | —       | —      | —       | —      | 43      | 41     |
| Фулам             | 2022/23.          | Премијер лига     | 24      | 14     | 4       | 1      | 0        | 0        | —       | —      | —       | —      | 28      | 15     |
| Фулам             | 2023/24.          | Премијер лига     | 1       | 0      | 0       | 0      | 0        | 0        | —       | —      | —       | —      | 1       | 0      |
| Фулам             | Укупно            | Укупно            | 190     | 109    | 9       | 1      | 3        | 1        | —       | —      | 4       | 0      | 206     | 111    |
| Укупно у каријери | Укупно у каријери | Укупно у каријери | 377     | 179    | 22      | 7      | 7        | 4        | 25      | 6      | 5       | 1      | 436     | 197    |

### Репрезентативна
Ажурирано 10. јуна 2025.
| Репрезентација | Година | Наступи | Голови |
| -------------- | ------ | ------- | ------ |
| Србија         | 2013   | 3       | 1      |
| Србија         | 2014   | 7       | 0      |
| Србија         | 2015   | 8       | 1      |
| Србија         | 2016   | 8       | 5      |
| Србија         | 2017   | 7       | 4      |
| Србија         | 2018   | 13      | 12     |
| Србија         | 2019   | 9       | 11     |
| Србија         | 2020   | 6       | 2      |
| Србија         | 2021   | 8       | 8      |
| Србија         | 2022   | 10      | 8      |
| Србија         | 2023   | 8       | 5      |
| Србија         | 2024   | 11      | 2      |
| Србија         | 2025   | 2       | 3      |
| Укупно         | Укупно | 100     | 62     |

## Успеси

### Клупски
Партизан
- Првенство Србије (1): 2012/13.

Андерлехт
- Првенство Белгије (1): 2013/14.
- Суперкуп Белгије (1): 2014.

Њукасл
- Чемпионшип (1): 2016/17.

Фулам
- Чемпионшип (1): 2021/22.
- Чемпионшип — доигравање за улазак у Премијер лигу (2): 2017/18, 2019/20.

Ел Хилал
- Саудијска професионална лига (1): 2023/24.
- Краљев куп (1): 2023/24.
- Саудијски суперкуп (1): 2023.

### Репрезентативни
Србија до 19
- Европско првенство до 19 година (1): 2013.

### Појединачни
- Првенство Србије — идеални тим сезоне (1): 2012/13.
- Европско првенство до 19 година — златни играч (најбољи играч турнира) (1): 2013.
- Европско првенство до 19 година — идеални тим турнира (1): 2013.
- Прва лига Белгије — најбољи стрелац (1): 2014/15.
- Српски фудбалер године: 2018, 2022, 2023.
- УЕФА Лига нација — најбољи стрелац (2): 2018/19, 2022/23.
- Чемпионшип — најбољи играч месеца (4): март 2018, април 2018, октобар 2019, октобар 2021.
- Чемпионшип — најбољи стрелац (2): 2019/20,[38] 2021/22. (43 гола — рекорд)
- Најбољи фудбалер Фулама за сезону 2019/20.[39]
- Члан идеалног тима сезоне у избору Удружења професионалних фудбалера: Чемпионшип, за сезоне 2019/20. и 2021/22.
- Играч сезоне у избору обожавалаца Удружења професионалних фудбалера: Чемпионшип, за сезону 2021/22.[40]
- Чемпионшип — најбољи играч сезоне (1): 2021/22.